# Křižák vířivý
Křižák vířivý (Cyclosa conica) je druh pavouka z čeledi křižákovitých, jeden ze dvou druhů rodu Cyclosa vyskytujících se v České republice. Byl vyhlášen evropským pavoukem roku 2016.

## Popis
Samice dorůstají velikosti 4,5–7 mm, samci jen 3–4,5 mm. Hlavohruď obou pohlaví je tmavohnědá až černá s řídkými světlejšími chloupky, mezi hlavovou a hrudní částí se nachází hluboká zakřivená rýha. Podobně jako některé jiné druhy rodu Cyclosa se vyznačuje bizarním tvarem zadečku, který je zpočátku klenutý, poté rovný a na konci kuželovitě prodloužený. Délka kuželovitého výběžku i celkové zbarvení zadečku jsou značně variabilní. Výška zadečku samice je téměř shodná s délkou, u samce je kužel méně výrazný. Základní zbarvení je tmavě hnědé až černé s různě uspořádanými světlými skvrnami. Na bocích se nachází široká žlutavá nebo bělavá páska. Nohy jsou žlutohnědé, tmavě kroužkované, první polovina femurů je celá světlá. Křižák vířivý je téměř nezaměnitelný, mírně podobný je pouze druhý druh tohoto rodu vyskytující se v České republice křižák trojlaločný (Cyclosa oculata), který má na zadečku tři malé laloky, vyskytuje se spíše na lučních biotopech a je vzácnější.

## Rozšíření
Jedná se o holarktický druh s výskytem v Severní Americe, v Evropě, na Středním východě, v mírném pásu Asie a v severní Africe. V České republice je velmi hojný v lesních oblastech.

## Výskyt
Vyskytuje se od nižších do středních poloh, v horách je vzácnější. Obývá jehličnaté a smíšené lesy a jejich okraje, ale lze jej nalézt také v parcích a zahradách. Výjimečně se vyskytuje i na suchých loukách. Dospělce obou pohlaví lze nejčastěji nalézt od května do srpna.

## Způsob života
Vytváří menší jemné kruhové sítě na spodních větvích stromů a keřů nebo na suché trávě, obvykle 1–2 metry nad zemí. Tyto sítě jsou téměř svislé, uprostřed se nachází typický vertikální pás z hustě spletených vláken, který se nazývá stabilimentum. Křižák vířivý často zaplétá do stabilimenta zbytky kořisti a kousky rostlinného materiálu, které se mu dostanou do sítě. Pavouk číhá uprostřed sítě hlavohrudí dolů, přičemž je díky svému zbarvení mezi zapletenými zbytky značně nenápadný. Zapletený materiál využívá pavouk jako úkryt, ale je možné, že slouží i ke zmatení dravců, kteří mylně zaútočí na stabilimentum, což dává pavoukovi čas na útěk. Při vyrušení prudce rozkmitá pavučinu (odtud české jméno křižák vířivý), díky čemuž je pro predátora hůře lokalizovatelný, pokud ani tato taktika nepomůže, seskočí ze sítě jištěn vláknem. Samice klade uprostřed léta vajíčka do žlutého kokonu, který se obvykle nachází na větvičce poblíž sítě.

## Galerie

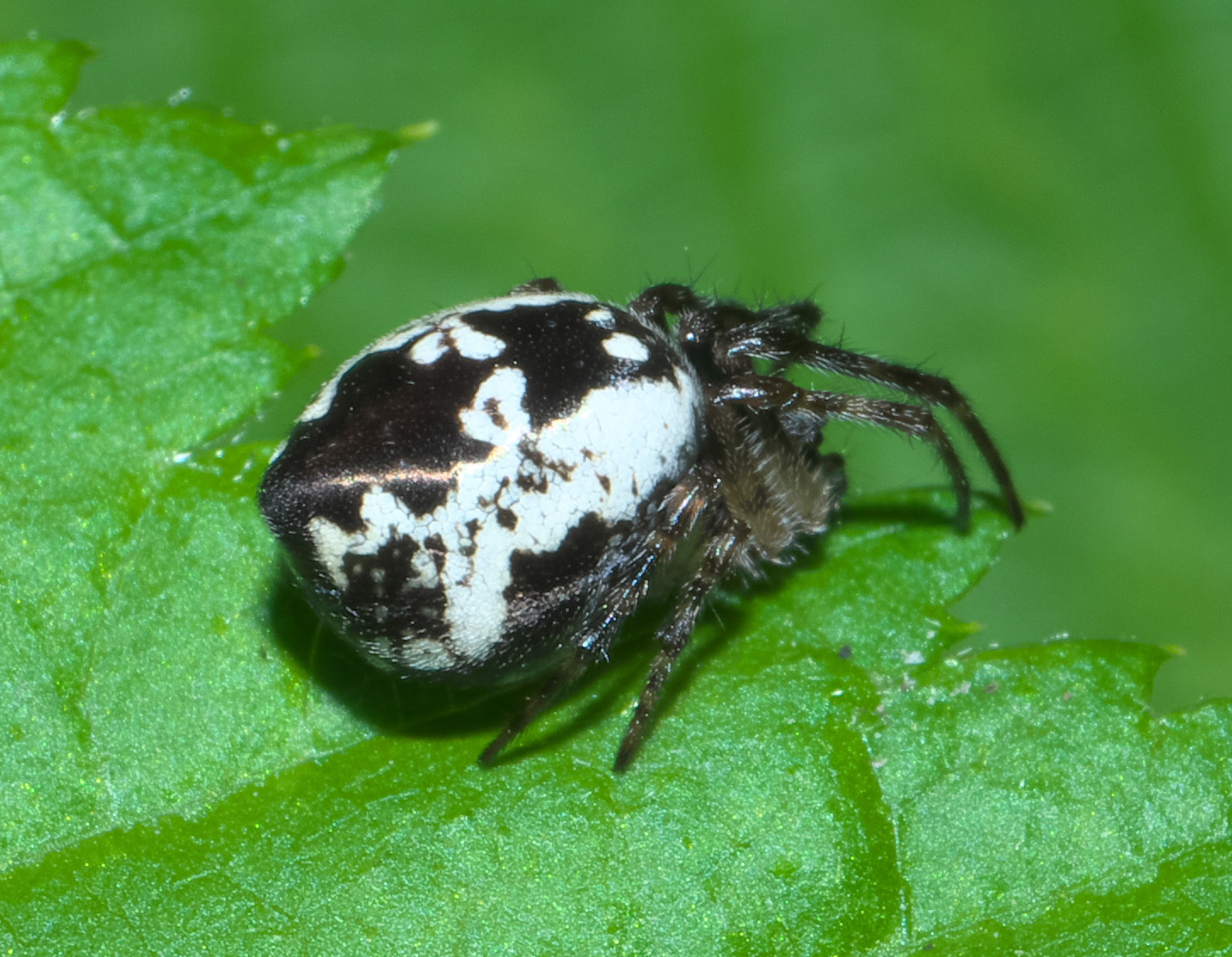
Výrazně zbarvený jedinec
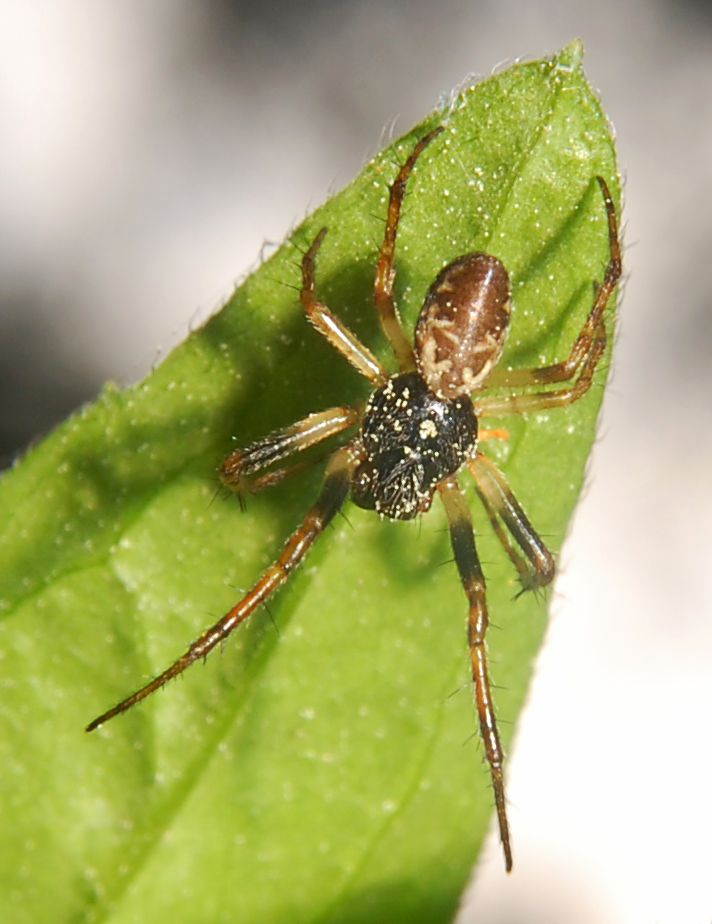
Samec
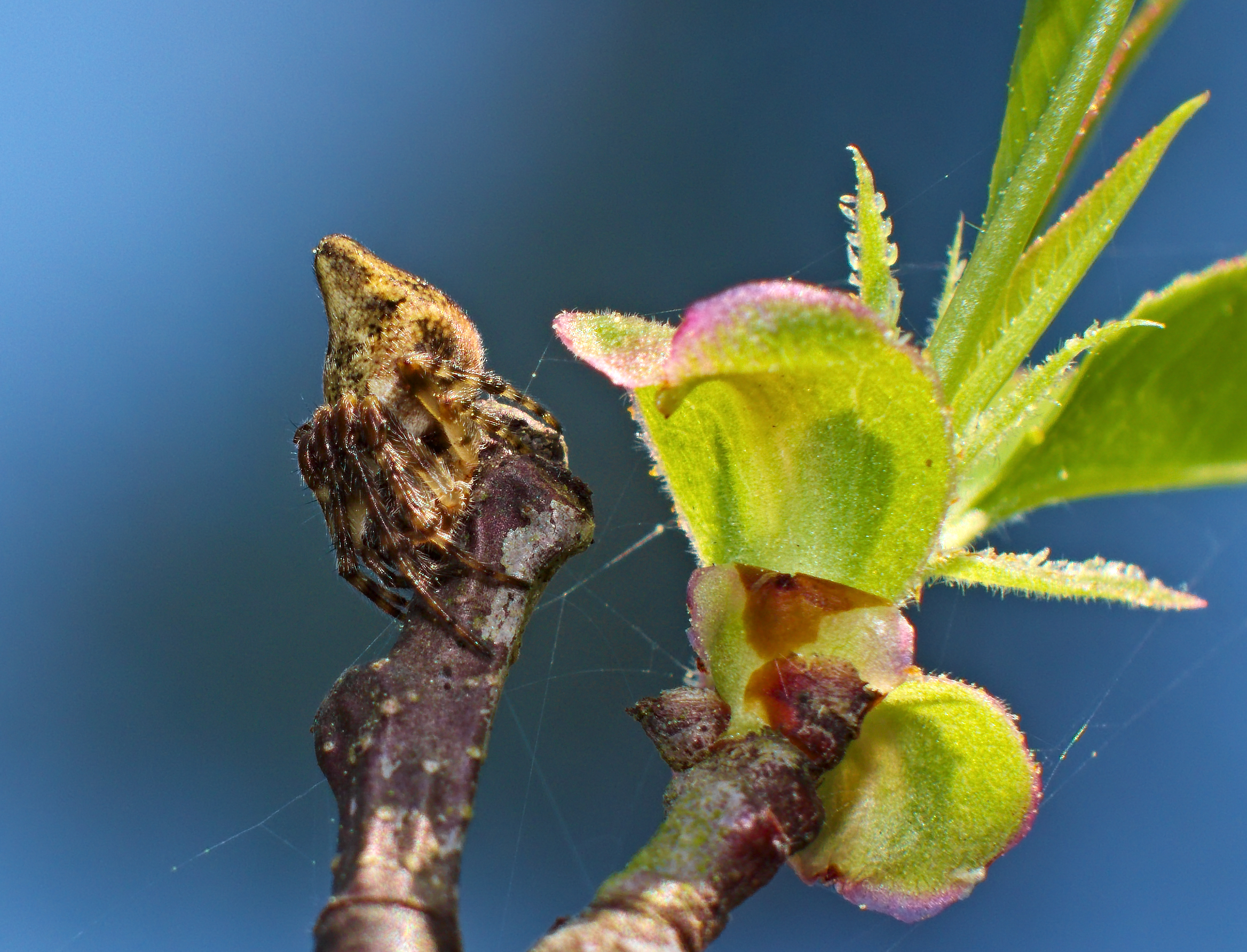
Samice
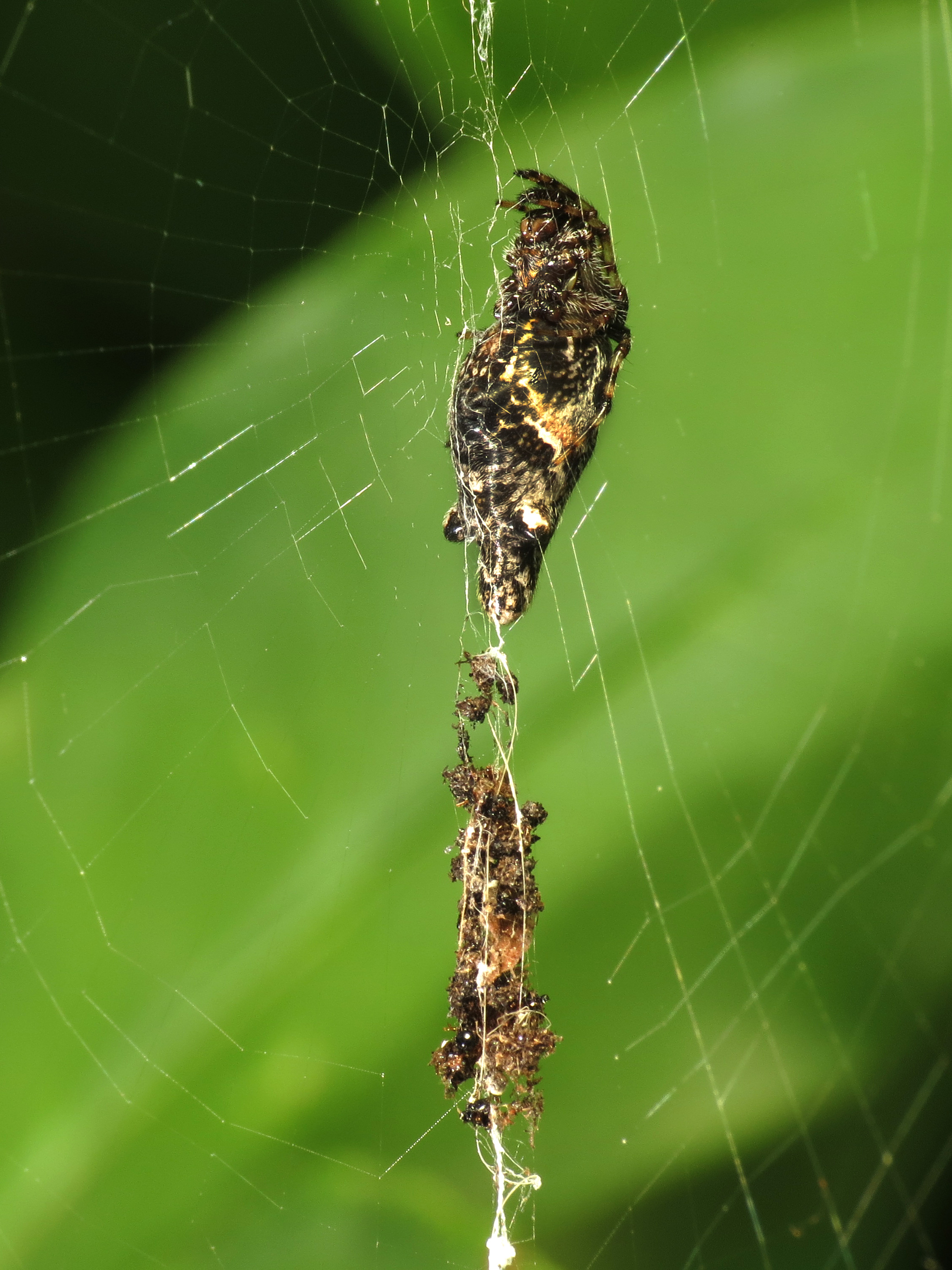
Křižák vířivý ukrytý na stabilimentu
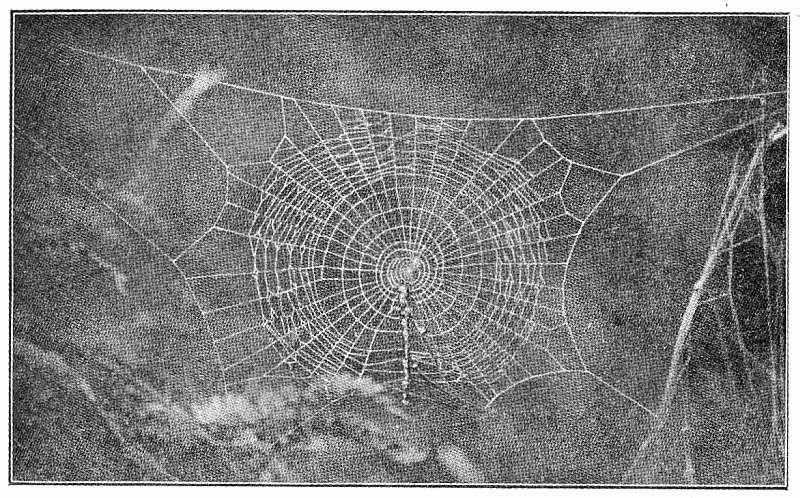
Obrázek pavučiny se stabilimentem
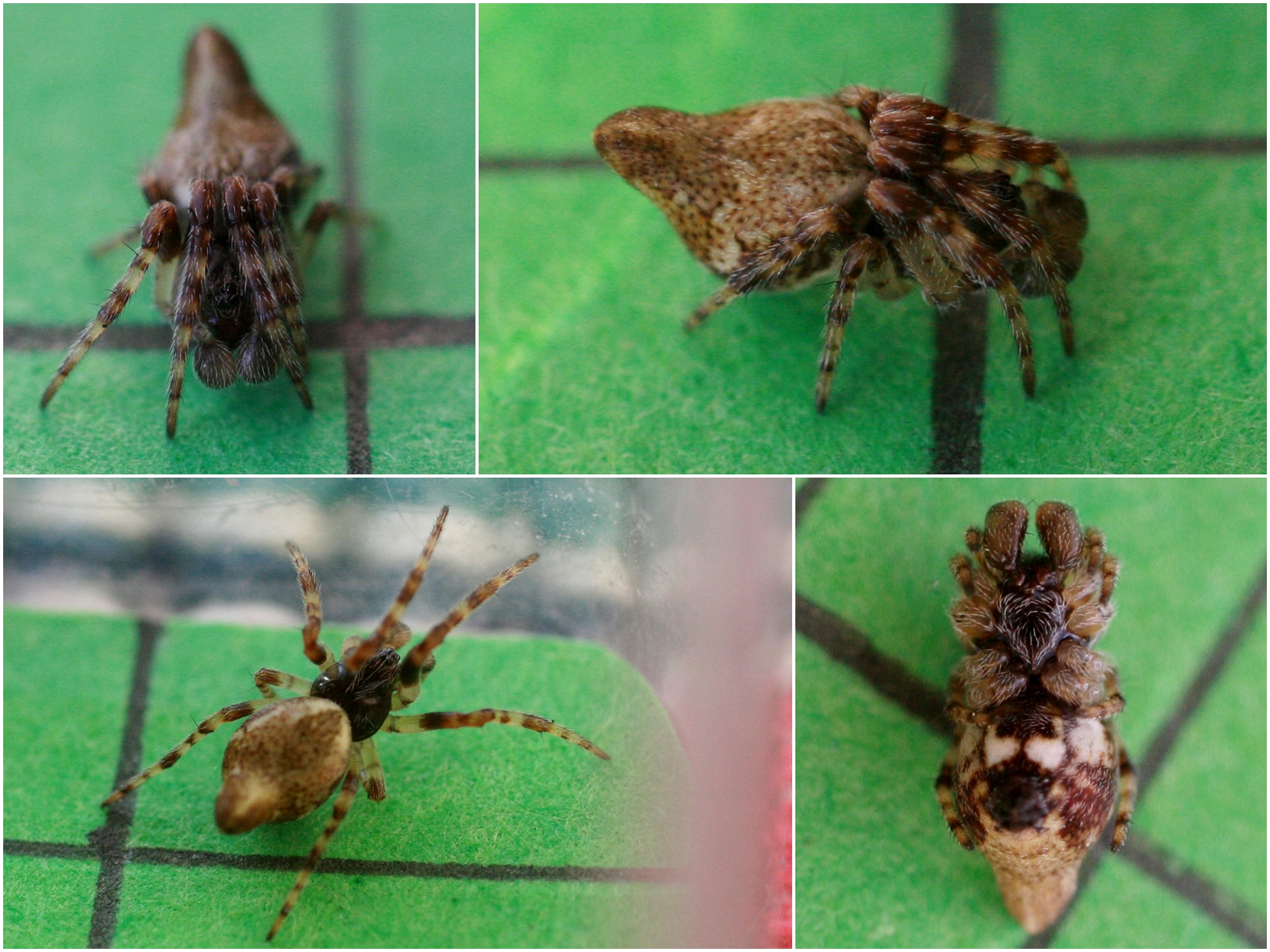
Nedospělý samec z různých stran